# Суїцид серед пілотів

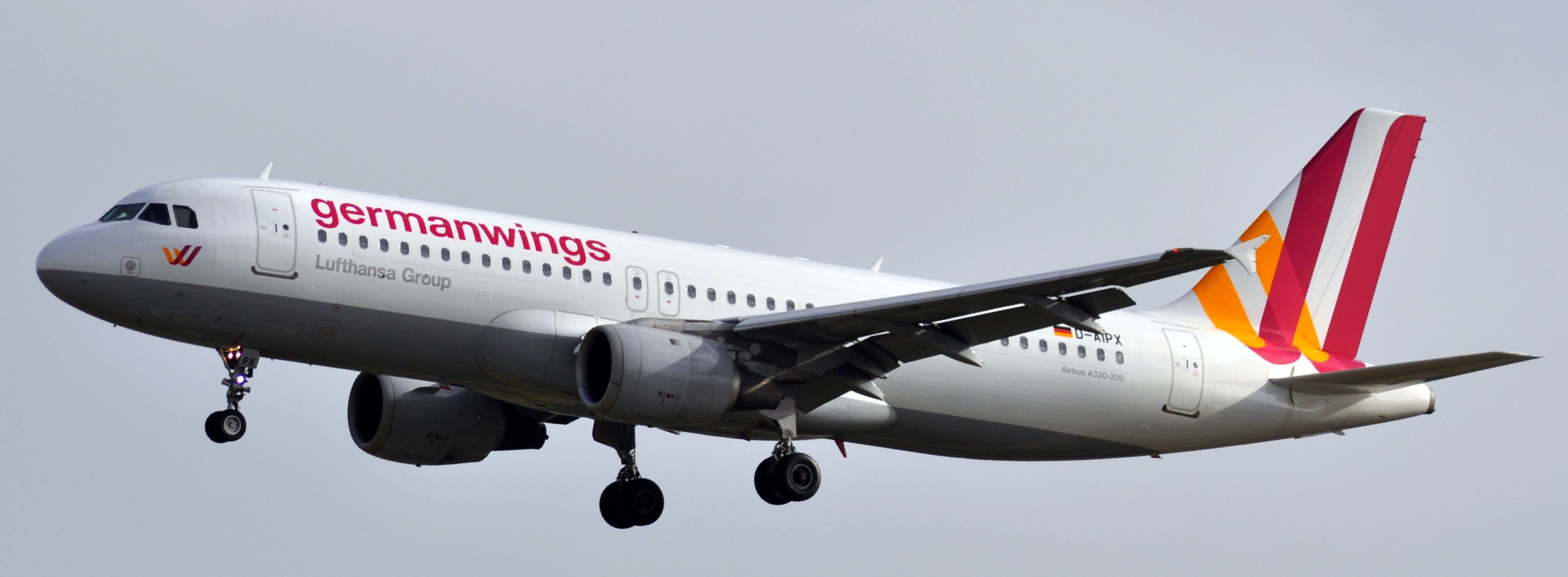
Airbus A320, що виконував рейс GWI18G, і розбився об скелі, в Альпах, внаслідок свідомих дій пілота-самогубці. У результаті катастрофи всі 150 людей на борту загинули.

Суїцид серед пілотів — авіаційна подія, до якої призводять зумисні дії пілота, чи сторонніх осіб, що отримали контроль над повітряним судном, направлені на знищення повітряного судна, як акт самогубства, чи з метою вбивства пасажирів на борту або людей на землі.

## Достовірність фактів суїциду
Існують підозри, що подібні дії є причиною деяких катастроф комерційних рейсів. Також є випадки катастроф, причиною яких, був доведений факт суїциду пілотів. Експертам, що проводять розслідування причин авіаційних катастроф буває важко визначити мотиви пілотів, оскільки останні можуть вчиняти дії, щоб вимкнути записи або іншим чином перешкодити майбутнім розслідуванням. Тому факт суїциду пілота іноді дуже важко довести напевно. Слідчі не кваліфікують авіаційні інциденти як самогубство, якщо для цього немає переконливих доказів. Такими доказами можуть бути: передсмертні записки, попередні спроби самогубств, погрози самогубством чи історія психічних захворювань
У дослідженні авіаційних інцидентів, у США, у 2002—2013 роках, вісім випадків були визнані як самогубства пілотів. Ще п'ять інцидентів, вказано як такі що відбулися з невизначеної причини, але ймовірно могло мати місце самогубство пілота. Слідчі також можуть співпрацювати з експертами з тероризму, перевіряючи зв'язки пілотів з екстремістськими групами, щоб спробувати визначити, чи було самогубство терористичним актом. Більшість випадків самогубств пілотів пов'язані з авіацією загального призначення. У більшості з них, пілот є єдиною людиною на борту. Приблизно в половині випадків пілот вживав наркотики, алкоголь чи антидепресанти. Багато з таких пілотів мали в анамнезі психічні захворювання, які вони приховували від регуляторів.

## Атаки під час бойових дій

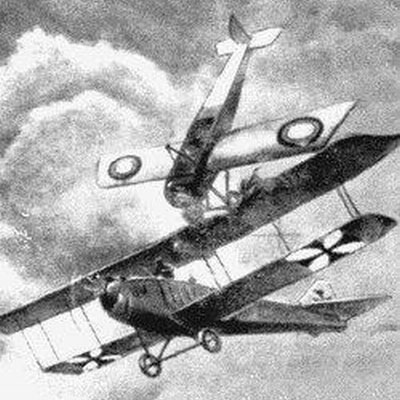
Ілюстрація першого відомого повітряного тарану

Першим відомим фактом повітряного тарану (ураження ворожого літального апарата, шляхом зіткнення з ним у повітрі), був таран здійснений Петром Миколайовичем Нестеровим, пілотом російської імператорської армії, під час першої світової війни, 26 серпня (8 вересня) 1914 року, біля галицького села Воля-Висоцька. Нестеров на літаку Morane-Saulnier_G здійснив умисне зіткнення з розвідувальним літаком Albatros_B.II, на борту якого перебували пілот Франц Маліна, та пілот-спостерігач барон Фрідріх фон Розенталь. Літаки, на початку першої світової, не мали жодного озброєння, за винятком особистої зброї пілотів, але ведення вогню з особистої, ручної зброї в повітряному бою виявилось вкрай неефективним. Тож на той період, таран був чи не єдиним доступним способом боротьби з ворожою авіацією. Стверджується, що Штабскапітан Нестеров, ще до інциденту, розглядав варіант тарану, при якому удар здійснювався шасі свого літака, по несучим поверхням ворожого. Враховуючи особливості конструкцій літаків того часу (крила були найменш міцною частиною конструкції, а шасі навпаки були стаціонарні, не прибиралися в польоті і були розраховані так, щоб витримувати вагу всього літака під час посадки), такий варіант тарану міг розглядатися як відносно безпечний для атакуючого пілота. Отже ми не можемо напевно стверджувати, про наміри Нестерова здійснити суїцид. Але на практиці перший повітряний таран виявися смертельним для екіпажів обох літаків. Під час Другої світової війни льотчик Микола Гастелло був першим радянським льотчиком, якому приписують (пізніше цю версію оскаржували) «вогневий таран наземної цілі» (самогубство через спрямування літака на наземну ціль). Його літак ДБ-3Ф був збитий і падав, хоча при цьому міг залишатись частково керованим. Разом із Гастелло загинули всі члени екіпажу бомбардувальника капітан Бурденюк А. А., лейтенант Скоробогатий Г. М. та старший сержант Калінін О. О.. У наступні роки сталося більше нападів смертників, найвідомішими з яких є атаки пілотів японської імперії, так званих камікадзе, на військово-морські судна союзників на завершальному етапі тихоокеанської кампанії другої світової війни. Ці атаки здійснювались для більш ефективного ураження військових кораблів, ніж це було можливо за допомогою звичайної зброї, також тактика камікадзе, дозволяла максимально спростити й здешевити літаки, оскільки конструкція літака для таких польотів, фактично була розрахована на один безпосадковий політ. З 1944 по 1945 рік 3860 льотчиків-камікадзе покінчили з життям таким чином. В історії воєн, є ще багато випадків, застосування тарану повітряних чи наземних цілей, з різними результатами як для атакуємої цілі, так і для атакуючого пілота.

## Список підтверджених або ймовірних суїцидів пілотів
Цей список не включає атаки під час бойових дій (див. розділ вище).
|  | Підтверджений суїцид       |
|  | Висока ймовірність суїциду |
|  | Можливо був суїцид         |

| Дата інциденту | Дата інциденту    | Місце інциденту                             | Зловмисник                      | Тип літака                     | Вид вильоту                              | Жертви                                                | Опис інциденту | Зображення                                                               |
| -------------- | ----------------- | ------------------------------------------- | ------------------------------- | ------------------------------ | ---------------------------------------- | ----------------------------------------------------- | --- | ------------------------------------------------------------------------ |
|                | 7 травня 1964     | США, Сан-Рамон                              | Пасажир                         | Fairchild F-27                 | Регулярний рейс PAL773                   | 44 (всі хто перебував на борту літака)                | Регулярний внутрішній пасажирський рейс, з Ріно до Сан-Франциско, здійснювався літаком Fairchild F-27, авіакомпанії Pacific Air Lines. Франциско Гонзалес, складський працівник із Сан-Франциско, маючи серйозні фінансові труднощі, вирішив покінчити з життям. Через друга він придбав револьвер Smith & Wesson Модель 27 калібру .357 Magnum. Увечері напередодні катастрофи, Гонзалес вихвалявся перед друзями, що застрелиться, демонструючи їм свій новий пістолет. Наступного дня, під час польоту, Франциско Гонзалес увірвався до кабіни пілотів і застрелив екіпаж літака, після чого застрелився сам. Некерований літак впав неподалік від міста Сан-Рамон. Слідство виявило на місці падіння літака револьвер, у барабані якого було 6 стріляних гільз, також виявилось, що за день до фатального рейсу, Франциско Гонзалес придбав страховку життя на суму 105 тисяч доларів США. Причиною інциденту названо вбивство обох пілотів, пасажиром, який таким чином здійснив власне самогубство. |                                                                          |
|                | 17 березня 1970   | США, Бостон                                 | Пасажир                         | McDonnell Douglas DC-9         | Регулярний рейс EAL1320                  | 1 (перший офіцер) + 2 поранених                       | Регулярний внутрішній пасажирський рейс, з Ньюарку до Бостону, здійснювався літаком McDonnell Douglas DC-9, авіакомпанії Eastern Air Lines. Під час перельоту, відбулася спроба захоплення літака, пасажиром, озброєним револьвером калібру .38. Джон Дж. Дівіво, увірвався в кабіну пілотів, і намагався вбити членів екіпажу. Він поранив у руку капітана повітряного судна, і застрелив першого офіцера, але останній перед смертю, встиг вихопити револьвер із рук нападника і вистрілити тричі у відповідь. Поранений капітан, зміг успішно посадити літак в аеропорту Бостона, де зловмисник був заарештований. Авіакатастрофі вдалося запобігти. |                                                                          |
|                | 27 березня 1972   | УРСР, Ворошиловград                         | Пілот                           | Ан-2                           | Викрадений літак                         | 1 (пілот)                                             | КПС Тимофій Шовкунов, обманом заволодівши літаком, підняв літак у повітря, без другого пілота і не повідомивши диспетчера. Пілот направив літак на власну квартиру, на третьому поверсі чотириповерхового цегляного будинку. У результаті зіткнення літак повністю зруйнувався і частково згорів, було пошкоджено декілька квартир на третьому і четвертому поверхах будинку. Люди в будинку не постраждали, сам же пілот загинув. Причина інциденту — самогубство КПС Шовкунова Т. Я. внаслідок психопатичної реакції на ґрунті сімейних негараздів. |                                                                          |
|                | 22 лютого 1974    | США, Балтимор                               | Терорист                        | McDonnell Douglas DC-9         | Спроба захоплення літака                 | 3 (терорист, другий пілот і офіцер поліції)           | Семюел Джозеф Бік — американський терорист-смертник. 22 лютого 1974 року він намагався викрасти літак, що мав летіти рейсом DAL523, з Балтимору до Атланти, маючи на меті врізатися в Білий дім і вбити президента Річарда Ніксона. Під час інциденту терорист убив поліцейського та другого пілота, але був смертельно поранений іншим поліцейським, перш ніж зміг підняти літак у повітря. Під час підготовки теракту, Семюел робив аудіозаписи, пояснюючи в них свої мотиви та плани. Він вважав, що стане героєм після реалізації свого плану, і хотів повністю задокументувати весь процес. Також незадовго до інциденту він надіслав запис із детальним описом свого плану оглядачу новин Джеку Андерсону. |                                                                          |
|                | 23 березня 1976   | Японія, Токіо                               | Пілот                           | Piper PA-28 Cherokee           | Приватний політ на орендованому літаку   | 1 (пілот) + 2 поранених на землі                      | Японський порноактор Міцуясу Маено, здійснив спробу вбивства Йошіо Кодама, японського ультраправого націоналіста, одного з найвпливовіших політичних рішал і представників японського криміналітету того часу. У день своєї смерті Міцуясу Маено, прийшов в аеропорт одягнений як пілот-камікадзе, з пов'язкою на голові та в шкіряній куртці, щоб взяти літак напрокат, нібито для зйомок промо-ролику, для нового фільму про загони камікадзе часів другої світової війни. Останньою радіопередачею пілота була: «Многая літа імператору! Банзай!», після чого він спрямував літак у маєток Йошіо Кодама. Вбивство було невдалим, пілот загинув, поранивши двох людей з обслуги будинку, але сам Йошіо Кодама не постраждав. За місяць до інциденту Міцуясу Маено вчинив невдалу спробу самогубства, але лікарі його врятували. |                                                                          |
|                | 26 вересня 1976   | РРФСР, Новосибірськ                         | Пілот                           | Ан-2                           | Викрадений літак                         | 5 (пілот + 4 людини на землі)                         | Володимир Сєрков, як потім з'ясувало слідство, страждав від нападів епілепсії і головного болю, але приховував це від медиків. Був неврівноваженим, чинив спроби суїциду. Після того як від нього пішла дружина, він приїхав на аеродром обманом заволодів чужим літаком і за підробленим дозволом здійснив зліт. Згодом він спрямував літак у стіну будинку, батьків своєї дружини, між третім та четвертим поверхами. Сам одразу загинув у пожежі після вибуху, загинуло четверо людей, з яких троє маленькі діти. Родичів Сєркова вдома не було. |                                                                          |
|                | 5 січня 1977      | Австралія, Аліс-Спрингс                     | Пілот                           | Beechcraft Baron               | Викрадений літак                         | 5 (пілот + 4 людини на землі)                         | Колін Річард Форман, раніше засуджений за підробку документів, був звільнений із компанії Connellan Airways (Connair), коли власник компанії дізнався про його судимість. Бажаючи помститись власнику авіакомпанії за свої негаразди, чоловік викрав Beechcraft 58 Baron в аеропорту Віндхем, Західна Австралія, здійснив на ньому 4-годинний переліт до аеропорту міста Аліс-Спрингс, де протаранив літаком будівлю Connair. У результаті атаки загинув пілот літака і ще чотири співробітники компанії, у тому числі Роджер Коннеллан, син засновника авіакомпанії Едварда Коннеллана.. |                                                                          |
|                | 22 серпня 1979    | Колумбія, Богота                            | Механік                         | Hawker Siddeley HS 748         | Викрадений літак                         | 4 (пілот + 3 людини на землі)                         | Літак викрав 23-річний чоловік, який був звільнений після того, як два роки працював механіком в аеропорту. Він зайшов в ангар рано вранці, сів на борт військово-транспортного літака HS-748, злетів, пролетів над проспектом Каракас і прямував до району Молінос-дель-Сур. Невдовзі літак впав на передмістя Боготи. Інформація про точні причини падіння відсутня. |                                                                          |
|                | 1 червня 1980     | Бразилія, Барра-ду-Гарсас                   | Пілот                           | Embraer EMB 721 Sertanejo      | Рейс повітряного таксі                   | 7 (пілот + 4 пасажири + 2 людини на землі)            | Пілот Мауро Мільхомем, що працював у службі повітряного таксі, після того як дізнався, що його дружина зрадила його, намагався здійснити своїм літаком, таран готелю Hotel Presidente, який належав його тещі. Однак він не зміг досягти своєї цілі, натомість влучив у дерево, повалив кілька стовпів, невелику двоповерхову будівлю і, нарешті, впав на офісне приміщення. Пілот і троє пасажирів загинули на місці. Четвертий пасажир помер під час транспортування в лікарню. Двоє людей загинули на землі, ще четверо отримали поранення. |                                                                          |
|                | 9 лютого 1982     | Японія, Токіо                               | Пілот                           | Douglas DC-8                   | Регулярний рейс JAL350                   | 24 (пасажири)                                         | Екіпаж складався з капітана Сейдзі Катагірі, першого офіцера Йосіфумі Ісікава та бортінженера Йосімі Озакі. Сейдзі Катагірі вчинив свідомі дії, які призвели до катастрофи. За однією з версій стверджується, що в польоті капітан задіяв реверс тяги бортових двигунів. В іншому звіті вказано, що під час спуску він вимкнув автопілот і виставив дросельні заслінки в режим холостого ходу. Перший офіцер і бортінженер, намагалися виправити ситуацію і повернути контроль над літаком, частково їм це вдалося, але літак все одно впав на мілководді, за 510 метрів від злітної смуги. Після контакту з водою, Фюзеляж літака розломився на 2 частини, 24 людини, зі 174, що перебували на борту — загинули. Подальше слідство виявило, що Сейдзі Катагірі страждав на параноїдну шизофренію, у результаті чого його визнали неосудним. |                                                                          |
|                | 15 вересня 1982   | Австралія, Бенкстаун                        | Студент що навчався на пілота   | SOCATA TB10 Tobago             | Викрадений літак                         | 1 (пілот)                                             | Філіп Генрік Возняк, що навчався на пілота, викрав легкий літак Socata TB10 Tobago і покінчив життя самогубством, розбивши літак в аеропорту, при цьому було знищено ще 2 припарковані літаки Douglas DC-3 і Piaggio P.166 |                                                                          |
|                | 7 грудня 1987     | США, Хребет Санта Лючія                     | Пасажир                         | BAe 146-200A                   | Регулярний рейс PSA1771                  | 43 (всі хто перебував на борту літака)                | Регулярний внутрішній пасажирський рейс, з Лос-Анджелесу до Сан-Франциско, уздовж західного узбережжя США, здійснювався літаком BAe 146-200A, авіакомпанії Pacific Southwest Airlines. Літак впав на схил пагорба в горах Санта-Лючія неподалік від переписної місцевості Каюкос. Слідство довело, що катастрофа сталася внаслідок дій Девіда Августуса Берка, колишнього, наземного, співробітника цієї ж авіакомпанії, звільненого за дрібну крадіжку. Як вдалося встановити, Девід Берк, позичив у свого друга револьвер, купив квиток на літак і в польоті застрелив екіпаж літака, і можливо декого з пасажирів. Зловмисник залишив кілька прощальних послань. |                                                                          |
|                | 29 вересня 1988   | Бразилія, Гоянія                            | Пасажир                         | Boeing 737-317                 | Спроба захоплення літака                 | 1 (другий пілот) + 3 поранених                        | Регулярний внутрішній пасажирський рейс, з Порту-Велью до Ріо-де-Жанейро, здійснювався літаком Boeing 737—317, авіакомпанії порт. Viação Aérea São Paulo. Літак був захоплений безробітним Мараньяо Раймундо Нонато Алвес да Консейсау, котрий переживаючи важку фінансову скруту, вирішив таким чином помститися тим, кого вважав винним у своїх негараздах. Раймундо заявляв, що хоче розбити літак об палац Планалту, офіційну резиденцію президента Бразилії. На той час в аеропортах Бразилії були відсутні рентгенівські апарати і металодетектори, тож терорист, зміг спокійно пронести на борт літака заряджений револьвер, а вже в повітрі відкрив стрілянину і увірвався до кабіни пілотів. Він вбив другого пілота, пострілом у потилицю і поранив ще декілька членів екіпажу, а потім зажадав змінити маршрут польоту. Пілот літака Фернандо Муріло де Ліма е Сілва здійснив декілька агресивних маневрів, які раніше ніхто не виконував на таких важких літаках, заповнених пасажирами. Частково задум пілота вдався, викрадач, який не сидів у кріслі, втратив рівновагу, загубив зброю і випав із пілотської кабіни. Згодом літак здійснив вимушену посадку, через нестачу палива, в аеропорту міста Гоянія. Після переговорів із поліцією, викрадач намагався покинути літак прикриваючись пілотом, як щитом, але був поранений пострілами поліцейських і заарештований. Згодом викрадач помер у в'язниці, а пілот Фернандо Муріло нагороджений орденом «за заслуги в аеронавтиці». |                                                                          |
|                | 23 березня 1994   | США, Честерфілд                             | Пілот                           | Piper PA-28 Cherokee           | Приватний політ на власному літаку       | 1 (пілот)                                             | Роберт «Боб» Річардс, американський телеведучий-синоптик, посеред ночі, поїхав на аеродром, сів у власний червоний Piper Cherokee 180, піднявся на висоту близько 100—150 метрів (400 футів), після чого його літак зірвався в круте піке і врізався в землю. Точні причини катастрофи не встановлені. У Роберта були проблеми в особистому житті, незадовго до інциденту, суд видав охоронний наказ, який забороняв Роберту наближатися до жінки з якою в нього раніше були стосунки, через те що він її переслідував. Тож слідство не виключало факту самогубства, хоча довести це достовірно не вдалося. |                                                                          |
|                | 7 квітня 1994     | США, Мемфіс                                 | Пасажир                         | McDonnell Douglas DC-10-30F    | Спроба захоплення літака                 | 0 загиблих + 4 поранених                              | Плановий внутрішній вантажний рейс, з Мемфіса до Сан-Хосе, здійснювався літаком McDonnell Douglas DC-10-30F, авіакомпанії FedEx Express. Оберн Калловей, 42-річний бортінженер, якому загрожувало звільнення через брехню в резюме. У цьому польоті він був пасажиром. Калловей вирішив, захопити літак, і вчинити самогубство з його допомогою, щоб його сім'я змогла отримати страхову виплату, за його смерть під час виконання робочих обов'язків. Він проніс на літак, декілька молотків і рушницю в футлярі для гітари. У польоті він напав на екіпаж із молотками, він хотів, щоб травми екіпажу, були схожі на ті, що отримані під час авіакатастрофи, тому не використовував рушницю. Другий пілот, не зважаючи на важку черепно-мозкову травму, продовжував керувати літаком і здійснював екстремальні маневри, на межі можливостей важкого літака, щоб змусити нападника втратити рівновагу. Цей план спрацював, нападник втратив контроль і був знешкоджений двома іншими членами екіпажу. Літак здійснив вимушену посадку в аеропорту Мемфіса. Всі члени екіпажу отримали важкі травми і більше не змогли продовжувати кар'єру пілотів. Оберн Калловей, також травмований під час боротьби, був заарештований і отримав довічне ув'язнення. Всі три члени екіпажу рейсу FDX705, отримали золоті медалі за мужність, від Міжнародної асоціації пілотів. |                                                                          |
|                | 13 липня 1994     | Росія, Ляхово                               | Військовий інженер з авіабази   | Ан-26                          | Викрадений літак                         | 1 (пілот)                                             | Інженер ВПС Росії викрав літак на авіабазі Кубинка, щоб покінчити життя самогубством. Пілот продовжував кружляти над містом на висоті 100—600 метрів, допоки в літака не закінчилось пальне. Літак впав неподалік села Ляхово, Московської області. |                                                                          |
|                | 21 серпня 1994    | Марокко, Атлаські гори                      | Пілот                           | ATR 42                         | Регулярний рейс RAM630                   | 44 (всі хто перебував на борту літака)                | Регулярний рейс з Агадіра до Касабланки. На борту знаходилось 4 члени екіпажу і 40 пасажирів (серед пасажирів знаходився принц Кувейту з дружиною). Через 10 хвилин після зльоту, на висоті приблизно 4900 метрів, літак увійшов у круте піке і невдовзі розбився в горах Атласу. Всі хто перебував на борту літака загинули. Комісія, яка розслідувала катастрофу, вказала, що це був суїцид пілота. Дані бортового самописця показали, що автопілот літака був навмисно відключений капітаном Хаяті, а потім літак був навмисно переведений у пікірування. Проте профспілка пілотів Марокко оскаржила цей висновок, стверджуючи, що капітан Хаяті був психічно здоровим і повідомив про «технічну проблему» перед зльотом. Ця катастрофа стала найбільш смертоносним інцидентом за участю літака ATR 42 на той момент часу. |                                                                          |
|                | 12 вересня 1994   | США, Вашингтон                              | Пілот                           | Cessna 150                     | Викрадений літак                         | 1 (пілот)                                             | Френк Юджин Кордер водій вантажівки, у минулому солдат армії США. У ніч на 11 вересня, перебуваючи в стані сильного алкогольного сп'яніння, він викрав літак в аеропорту громади Черчвіля, штату Меріленд. Згодом він долетів до Вашингтону і спробував спрямувати літак у стіну білого дому, проте не влучив і о 01:49 ночі, 12 вересня, він розбився на південній галявині білого дому. Пілот загинув від удару. Даний інцидент спричинив переоцінку процедур безпеки навколо Білого дому, оскільки пілот увійшов у закритий повітряний простір. |                                                                          |
|                | 24 грудня 1994    | Франція, аеропорт Марселя                   | Терористи                       | Airbus A300B2-1C               | Спроба захоплення літака                 | 7 (3 пасажири + 4 терористи) + 25 поранених           | Регулярний міжнародний пасажирський рейс, з Алжиру, Алжир, до Парижу, Франція, здійснювався літаком Airbus A300B2-1C, авіакомпанії Air France. У повітрі літак було захоплено чотирма терористами, що представляли Збройну ісламську групу GIA. Під час захоплення було вбито 3 пасажири. Метою терористів було протаранити літаком Ейфелеву вежу. Під час посадки літака, для дозаправки, в аеропорту Марселя, літак було взято штурмом бійцями GIGN, під час штурму всі терористи були знищені, поранено було 3 члени екіпажу, 13 пасажирів, та 9 бійців GIGN. |                                                                          |
|                | 2 квітня 1997     | США, Скелясті гори, неподалік від Вейл      | Пілот                           | Fairchild Republic A-10        | Тренувальний політ на військовому літаку | 1 (пілот)                                             | Крейг Девід Баттон капітан ВПС США, який загинув, розбивши літак Fairchild A-10 Thunderbolt II, за загадкових обставин, 2 квітня 1997 року. Під час інциденту пілот пролетів сотні миль, поза затвердженим курсом, здійснював дивні маневри, вимкнув радіозв'язок і не намагався катапультуватися до аварії. Його літак розбився об гору «Пік Золотий Пил», на висоті понад 4000 метрів над рівнем моря. Його смерть розглядається як самогубство, оскільки жодна інша гіпотеза не здатна пояснити те що відбулося. Під час того вильоту, літак Крейга Баттона був озброєний бойовою зброєю, 4 бомби Mark 82, з його боєкомплекту досі не знайдені. Їх не було на місці падіння літака, і не знайдено жодних слідів вибухів цих бомб. |                                                                          |
|                | 19 грудня 1997    | Індонезія, неподалік від Палембанг          | Пілот                           | Boeing 737 Classic             | Регулярний рейс SLK185                   | 104 (всі хто перебував на борту літака)               | Регулярний міжнародний пасажирський рейс, з Джакарти, Індонезія, до Сінгапуру, піднявся в повітря о 15:37 за місцевим часом. Бортовий самописець (CVR) припинив запис о 16:05, згодом о 16:11 Бортовий самописець (FDR) також вимкнувся, а ще через хвилину літак увійшов у майже вертикальне піке. Під час пікування літак почав розвалюватися на частини, через значне перевищення допустимої швидкості (розслідування показало, що за кілька секунд до зіткнення літак ймовірно перевищив швидкість звуку). Через значну швидкість і силу удару, літак і тіла людей були зруйновані настільки, що ідентифікувати вдалося лише 6 тіл, зі 104 людей, що знаходились на борту. Точні причини катастрофи не встановлені, але одна з версій вказує на сумісні дії когось із членів екіпажу, з метою суїциду. |                                                                          |
|                | 6 вересня 1998    | США, Дейтона-Біч                            | Пілот                           | Piper PA-44 Seminole           | Викрадений літак                         | 1 (пілот)                                             | Пілот викрав літак, повідомив по радіо, що це буде його остання посадка. Потім з висоти приблизно 200 метрів, пілот опустив ніс літака, вивів двигуни на максимальну потужність і розбив літак об землю. Рівень алкоголю в крові загиблого був високим, також пілот залишив записку «Я не хочу жити». Судмедекспертиза кваліфікувала смерть внаслідок суїциду. |                                                                          |
|                | 11 жовтня 1999    | Ботсвана, Габороне                          | Пілот                           | ATR 42                         | Викрадений літак                         | 1 (пілот)                                             | Кріс Фатсве захопив літак ATR 42-320, в аеропорту Габороне. Протягом двох годин він кружляв навколо аеропорту, повідомляючи по радіо, що він має намір покінчити життя самогубством. Він погрожував врізатися в будівлю Air Botswana, через образу на керівництво авіакомпанії і вимагав розмови з Яном Кхамою, тодішнім віце-президентом Ботсвани. Коли у літака залишилось мало пального, пілот здійснив успішну посадку, але замість того, щоб здатися охороні аеропорту, він рухаючись на великій швидкості, проторанив два інших літаки ATR-42 що стояли на території аеропорту. Всі три літаки згоріли під час пожежі і сам Фатсве загинув. |                                                                          |
|                | 31 жовтня 1999    | Нейтральні води, Атлантичний океан          | Перший офіцер                   | Boeing 767                     | Регулярний рейс MSR990                   | 217 (всі хто перебував на борту літака)               | Регулярний міжнародний пасажирський рейс, з Лос-Анджелесу, США, до Каїру, Єгипет, піднявся в повітря о 1:20 ранку за східним стандартним часом. Через велику тривалість перельоту, на літаку було 2 екіпажі. Основний екіпаж складався з 57-річного капітана Ахмеда Ель-Хабаші та 36-річного першого офіцера Аделя Анвара. Другий екіпаж: 52-річний — капітан Рауф Нурелдін та 59-річний перший офіцер Гаміль Аль-Батуті. Крім них, на борту перебували ще 4 пілоти компанії EgyptAir як пасажири. В 1:50 капітан Ель-Хабаші вийшов у туалет, через 30 секунд після цього перший офіцер підмінного екіпажу Аль-Батуті прошепотів: «Я покладаю свої надію на Аллаха» (араб. توكلت على الله‎), він промовив це 7 разів після чого оберти обох двигунів впали до мінімума і рулі були переведені на пікування. Незважаючи на круте піке, капітан Ель-Хабаші зміг повернутись у кабіну пілотів і вчинив відчайдушну спробу врятувати літак, але його зусилля були марними, перший офіцер продовжував промовляти свою мантру і штовхати штурвал від себе. О 01:52 літак впав в океан, в 100 кілометрах від острова Нантакет. Всі хто перебував на борту — загинули. |                                                                          |
|                | 11 вересня 2001   | США, Нью-Йорк, Пентагон, Стоунікрік Тауншип | Терористи                       | 2xBoeing 757 + 2xBoeing 767    | Захоплення 4 літаків                     | 2996 загиблих + ~25000 поранених                      | Безпрецедентна за своїм розмахом і жорстокістю, скоординована серія терористичних актів, здійснена бойовиками Аль-Каїди, на території США. Вранці 11 вересня, 2001 року, 4 окремі групи терористів-смертників, захопили 4 пасажирські авіалайнери (рейси: AAL11, UAL175, AAL77 і UAL93). Після захоплення, літаки були спрямовані в суіциідальний таран, на великі наземні будівлі. Рейси AAL11 і UAL175 — атакували відповідно північну і південну вежі Всесвітнього торгового центру. У результаті атак обидві вежі були повністю зруйновані, Уламки від падіння будівель і масштабна пожежа, викликали руйнування ще близько 10 будівель навколо. Рейс AAL77 — впав на Пентагон, що призвело до часткової руйнації західної частини будівлі. Щодо цілі, яку мав атакувати рейс UAL93, немає точної інформації, вважається, що це могли бути або Капітолій, або Білий дім, але екіпаж і пасажири останнього захопленого літака, дізнавшись про долю інших захоплених рейсів, почали чинити активний опір терористам, що призвело до падіння літака на полі селища Стоунікрік Тауншип. У результаті цих терористичних актів, загинули всі хто перебували на борту захоплених літаків, включно з терористами, також загинуло дуже багато людей в атакованих будівлях і поруч із ними. Також сотні тисяч тонн токсичного сміття, що містило забруднювачі і канцерогени, було розкидано по Нижньому Манхеттену через обвалення веж всесвітнього торгового центру. За оцінками, експертів, приблизно 18 000 людей постраждали від захворювань, спровокованих тим токсичним пилом. Ці люди офіційно визнані такими, що постраждали від терактів 11 вересня. Атаки також завдали потужного удару по економіці США. Тільки ВВП міста Нью-Йорк скоротилося на 27,3 мільярда доларів США. Повітряний простір США було закрито на кілька днів після нападів, а після його відкриття кількість повітряних перевезень скоротилася майже на 20 %, що викликало загострення фінансових проблем у авіаційній галузі США. |                                                                          |
|                | 5 січня 2002      | США, Тампа                                  | Пілот                           | Cessna 172                     | Викрадений літак                         | 1 (пілот)                                             | Підліток, учень старшої школи, Чарльз Дж. Бішоп викрав літак, і врізався ним у будівлю банка Америки. У результаті інциденту пілот загинув, зруйнувавши офісне приміщення. Хлопець залишив предсмертну записку, у якій пише про свої зв'язки з Аль-Каїдою, і про те що відповідальним за інцидент є Осама бен Ладен. Проте слідство не знайшло жодних свідоцтв зв'язку хлопця з терористами і припустили що інцидент стався внаслідок самогубоства. За однією з версій інцидент спричинили психологічні побічні ефекти ізотретиноїну, ліків від прищів, які приймав Бішоп і які можуть у рідкісних випадках спричиняти депресію та суїцидальні дії. |                                                                          |
|                | 18 квітня 2002    | Італія, Мілан                               | Пілот                           | Rockwell Commander 112         | Приватний політ на власному літаку       | 3 (пілот + 2 людини в будівлі) + близько 60 поранених | 67-річний Луїджі Марко Фасуло, здійснюючи приватний політ з міста Локарно, Швейцарія, до Мілану, здійснив зіткнення з хмарочосом. У результаті інциденту, троє людей загинуло і близько 60-ти зазнали травм різного ступеню тяжкості. Пілот був доволі досвідчений, проте імпульсивний і безрозсудний. Незадовго до інциденту, Луїджі Марко став жертвою шахрайства, що завдало йому значних збитків. Слідство не змогло встановити точних причин інциденту, але дійшло висновків, що найбільш вірогідними є або суїцид, або нещасний випадок |                                                                          |
|                | 16 вересня 2003   | США, Кам'яна гора                           | Пілот                           | Beechcraft Bonanza             | Приватний політ на власному літаку       | 1 (пілот)                                             | Філіп Деніел Роджерс, 69-річний бухгалтер з Атланти, здійснював приватний політ на власному літаку Beechcraft A36 Bonanza. За даними радара та розповідями очевидців, літак зробив п'ять повних кіл проти годинникової стрілки навколо Кам'яної гори. На шостому колі, він повернув і попрямував прямо до гори. За показами свідків пілот вживав алкоголь за декілька годин до інциденту, також було встановлено, що в минулому пілот неодноразово вихвалявся тим, що покінчить з життям, врізавшись своїм літаком у Кам'яну гору. Спираючись на ці факти, слідство дійшло висновку, що причиною катастрофи було самогубство пілота. |                                                                          |
|                | 22 липня 2005     | Німеччина, Берлін                           | Пілот                           | Platzer Kiebitz                | Приватний політ на власному літаку       | 1 (пілот)                                             | Фолькер Клавіттер, був підозрюваним у справі про зникнення своєї дружини (поліція вважала, що жінка зникла в результаті насильницьких дій свого чоловіка). За кілька годин після допиту в поліції, він злетів на своєму літаку і попрямував у бік Берліна. Там пролетівши надзвичайно низько над куполом Рейхстагу, він спрямував свій літак у землю. Зіткнення з землею відбулось на великому трав'яному полі, майже посередині між Рейхстагом і Канцелярією федерального канцлера Німеччини. Крім пілота ніхто не постраждав. |                                                                          |
|                | 18 лютого 2010    | США, Остін                                  | Пілот                           | Piper PA-28-236 Dakota         | Приватний політ на орендованому літаку   | 2 (пілот + людина в будівлі) + 13 поранених           | Ендрю Джозеф Стек III, інженер за освітою і підприємець-невдаха (двічі організовував власний бізнес і обидва рази зазнавав краху, через несплату податків, на момент інциденту його саме перевіряла служба внутрішніх доходів щодо ненадання звітності про доходи). За годину до катастрофи, Ендрю підпалив власний будинок, після чого поїхав в аеропорт і вилетів звідти на власному літаку Piper PA-28-236 Dakota. Вже за десять хвилин після зльоту його літак знизився і на повній швидкості зіткнувся з будівлею «Echelon I», що належала служба внутрішніх доходів федерального уряду США, внаслідок чого стався вибух і велика пожежа. Через велику силу вибуху, існують припущення, що літак був навантажений бочками з пальним. Уранці в день аварії Ендрю опублікував передсмертну записку на своєму вебсайті, у якій він висловлює невдоволення урядом, порятунком фінансових установ, політиками, великими корпораціями, профспілками, компаніями медичного страхування, а також Католицькою церквою. |                                                                          |
|                | 17 липня 2012     | США, Сент-Джордж                            | Пілот                           | Bombardier CRJ200              | Викрадений літак                         | 1 (пілот)                                             | Вночі, відсторонений від польотів, пілот авіакомпанії SkyWest Airlines, Брайан Дж. Хеджлін, намагався викрасти літак, зі стоянки в аеропорту міста Сент-Джордж, штату Юта. Він переліз через огорожу, пробрався в кабіну, зумів завести двигуни і зрушити лайнер з місця, але йому не вдалося злетіти. Літак прокотився по стоянці і протаранив будівлю аеровокзалу, після чого зупинився. Після цього пілот застрелився в кабіні літака. За даними поліції він підозрювався у вбивстві своєї дівчини, що ймовірно спонукало його до самогубства. |                                                                          |
|                | 22 липня 2013     | США, Фредеріксбург                          | Пілот                           | Cessna 172                     | Приватний політ на орендованому літаку   | 1 (пілот)                                             | Невдовзі після зльоту літака, на аеродром прибула наречена пілота і заступники шерифа, котрих наречена пілота, викликала, бо на її думку пілот збирався вчинити самогубство. Згодом, всі, включно з працівниками аеродрому спостерігали дивні маневри літака. Після набору висоти в 1000 метрів, літак перейшов у круте піке. Свідки повідомили, що було чутно, як двигун набирає максимальні оберти. Літак на великій швидкості врізався в землю, а потім спалахнув. За кілька тижнів до інциденту, пілоту було поставлено діагноз «Великий депресивний розлад», також посмертне токсикологічне дослідження останків пілота виявило наявність етанолу в крові. |                                                                          |
|                | 29 листопада 2013 | Намібія, національний парк Бвабвата         | Пілот                           | Embraer E-190                  | Регулярний рейс LAM470                   | 33 (всі хто перебував на борту літака)                | Регулярний міжнародний пасажирський рейс з Мапуту, Мозамбік до Луанди, Ангола. Під час руху з крейсерською швидкістю, на висоті близько 12000 метрів, літак раптом почав швидко втрачати висоту. Літак зник з радарів приблизно через шість хвилин після початку зниження, невдовзі він розбився в національному парку Бвабвата. Всі хто був на борту загинули. Слідство відтворило таку послідовність подій: спочатку другий пілот покинув кабіну; за дві хвилини після цього, капітан літака, Ермініо дос Сантуш Фернандес замкнув двері кабіни пілотів; ще через хвилину літак почав зниження. Бортовий самописець зафіксував кілька тривожних сигналів, які спрацювали під час спуску, а також гучні удари в двері від другого пілота, який намагався повернутися до кабіни. Інститут цивільної авіації Мозамбіку називає причиною інциденту самогубство капітана літака. Мозамбіцька асоціація авіаперевізників оскаржила даний висновок, стверджуючи, що маневри капітана Фернандеса випливали з керівництва стандартних операційних процедур, виданого Embraer |                                                                          |
|                | 8 березня 2014    | Нейтральні води, Індійський океан           | Пілот                           | Boeing 777-200ER               | Регулярний рейс MAS370                   | 239 (всі хто перебував на борту літака)               | Регулярний міжнародний пасажирський рейс, з Куала-Лумпуру, Малайзія, до Пекіну, КНР, здійснювався літаком Boeing 777-200ER. Приблизно за 40 хвилин після зльоту, літак перестав виходити на зв'язок із диспетчерами і зник з радарів цивільної авіації, проте ще близько години після цього відстежувався військовим радаром. За цей час літак значно відхилився від курсу, повернувши на захід. Згодом він вийшов за межі дії військових радарів. Ймовірно літак впав у невідомій точці індійського океану. Пошуки літака були найдорожчими в історії авіації і не дали жодних результатів. Точне місце падіння літака невідоме, знайдено лише один великий уламок, флаперон, який точно вдалося віднести до рейсу MAS370, завдяки серійним кодам знайденим на уламку. Уламок знайдено, через півтора роки після авіакатастрофи, за 4000 км від ймовірного місця падіння літака, на пляжі острова Реюньйон. Вважається що його туди могло віднести морськими течіями. Ще ряд знахідок, в акваторії індійського океану, можливо належали до рейсу MAS370, але точно це довести неможливо. Всі 12 членів екіпажу і 227 пасажирів вважаються загиблими. Існує декілька різних версій того що сталося, однією з яких є суїцид пілотів, але точну причину катастрофи встановити неможливо, через брак інформації. |                                                                          |
|                | 24 березня 2015   | Франція, Французькі Альпи                   | Пілот                           | Airbus A320-211                | Регулярний рейс GWI18G                   | 150 (всі хто перебував на борту літака)               | Регулярний міжнародний пасажирський рейс, з Барселони, Іспанія, до Дюссельдорфу, Німеччина, здійснювався літаком Airbus A320-211, авіакомпанії Germanwings. Екіпаж літака: капітан, 34-річний Патрік Сонденхаймер і другий пілот, 27-річний Андреас Любіц. Коли капітан вийшов із кабіни, щоб скористатися туалетом, Андреас Любіц замкнув двері, не даючи нікому увійти, налаштував автопілот на зниження, а потім ще кілька разів збільшував швидкість літака. Під час зниження другий пілот не відповідав на запити диспетчера, і не передавав сигнал лиха. На записі голосу в кабіні було чутно диспетчера, спроби капітана літака проникнути всередину та спокійне, рівне дихання Андреаса Любіца. Слідство виявило що Андреас Любіц лікувався від суїцидальних нахилів, також у смітнику його будинку знайшли документ, у якому вказано, що лікар визнав його непридатним до роботи пілотом. Але згідно з законодавством Німеччини, про лікарську таємницю, роботодавці не мають доступу до медичних карт працівників, і тому мусять покладатися на чесність працівників у цьому питанні. Компанія не мала інформації про стан Андреаса Любіца, і тому не відсторонила його від роботи. |                                                                          |
|                | 11 жовтня 2016    | США, Іст-Гартфорд                           | Пілот                           | Piper PA-34 Seneca             | Навчальний політ на орендованому літаку  | 1 (пілот) + 1 травмований (пілот-інструктор)          | Ферас Фрейтех йорданець, проводив навчальний політ зі своїм інструктором Аріаном Превалла на двомоторному літаку Piper PA-34 Seneca. Ферас Фрейтех вже мав ліцензію на керування одномоторними літаками і проводив навчання для отримання ліцензії для керування багатомоторними літаками. Політ закінчився трагічно, літак протаранив стовп і спалахнув, Ферас Фрейтех загинув на місці, його інструктор отримав важкі травми. Літак мав два набори органів керування, і достеменно невідомо хто керував літаком у момент зіткнення, але відомо що учень і інструктор боролися за керування літаком. За твердженням інструктора, його учень здійснив спробу самогубства. |                                                                          |
|                | 15 березня 2017   | Канада, Манітувадж / США, Чепін-Тауншип     | Пілот                           | Cessna 172                     | Приватний політ на орендованому літаку   | 1 (пілот)                                             | Досвідчений пілот Сінь Рон вилетів з Анн-Арбор, на літаку Cessna 172P і зник. Літак знайшли розбитим пізно ввечері біля Манітуваджу, Онтаріо, з відкритими дверима, але ні людських останків, ні слідів на снігу не виявлено. Слідчі дійшли висновку, що пілот вискочив із літака в повітрі, а згодом у Cessna закінчилося паливо. У жовтні пілота оголосили померлим, а у вересні 2018 року в лісистій місцевості неподалік містечка Чепін-Тауншип, штату Мічиган, були знайдені й ідентифіковані (за результатами аналізу ДНК) його останки. |                                                                          |
|                | 10 серпня 2018    | США, острів Кетрон                          | Наземний працівник авіакомпанії | Bombardier Dash 8 Q400         | Викрадений літак                         | 1 (пілот)                                             | Річард Рассел, наземний працівник авіакомпанії, не маючи жодного льотного досвіду, викрав літак в аеропорту Сіетл-Такома і о 19:32 за місцевим часом, здійснив несанкціонований зліт. Слідом за ним у небо було піднято два винищувачі McDonnell Douglas F-15 Eagle озброєні ракетами повітря-повітря. У спілкуванні з диспетчером, Річард сказав, що «він поломаний хлопець, у нього, мабуть, відкрутилося кілька шурупів». Коли авіадиспетчер попросив його посадити літак, він відповів: «Я не знаю… я не хочу… я сподівався, що так і буде, знаєте?». Згодом літак розбився, о 20:43 за місцевим часом, на малонаселеному острові Кетрон, спричинивши пожежу на території близько одного гектару. Пілот загинув. Подальше слідство визнало дії Річарда Рассела самогубством, не знайшовши жодних доказів його зв'язків із криміналітетом чи терористичними структурами. |                                                                          |
|                | 13 серпня 2018    | США, Пейсон                                 | Пілот                           | Cessna 525 CitationJet         | Викрадений літак                         | 1 (пілот)                                             | Чоловік, професійний пілот, отримавши звинувачення в сімейному насильстві від власної дружини, викрав літак компанії, у якій працював, і намагався розбити його об власний будинок, де в той час знаходились його дружина й дитина. Але літак розбився на подвір'ї не влучивши безпосередньо в будинок, у результаті чого пілот загинув, люди на землі не постраждали. Чоловік раніше лікувався від депресії, і від проблем із контролем гніву. |                                                                          |
|                | 23 березня 2019   | Ботсвана, Злітна смуга Мацієнг              | Пілот                           | Beechcraft B200 Super King Air | Викрадений літак                         | 2 (пілот + пасажир)                                   | Літак з'явився в небі, над злітною смугою Мацієнг, де на той час проводився урочистий захід місцевого авіаклубу. Літак почав здійснювати прольоти над злітною смугою, поруч із будівлями, на наднизькій висоті. Оскільки наміри пілота нікому не були відомі, було видано наказ, про евакуацію людей із приміщення аероклубу. Під час чергового прольоту літак зіткнувся зі спорудами. Було зруйновано приміщення аероклубу, вежу управління повітряним рухом, та 13 припаркованих поруч автомобілів. Пілот і пасажир літака загинули. Люди на землі не постраждали. Ймовірною причиною інциденту вважається самогубство пілота й пасажира літака. |                                                                          |
|                | 7 липня 2021      | США, Аніак                                  | Пасажир                         | Cessna 208 Caravan             | Спроба захоплення літака                 | 0                                                     | Комерційний пасажирський рейс, з Бетеля до Аніака, здійснювався літаком Cessna 208 Caravan, авіакомпанії Ryan Air Services. Джейден Лейк-Камерофф, 18-річний юнак, був пасажиром на цьому рейсі, окрім нього на борту перебувало ще четверо пасажирів і пілот. Під час заходу на посадку в аеропорту Аніака, Джейден підійшов до пілота і скориставшись штурвалом з місця другого пілота, спробував перевести літак у пікування. Але його знешкодили інші пасажири. Літак успішно приземлився. Джейден визнав, що це була його спроба самогубства. | Файл:Stahmann Farms (VH-SJJ) Cessna 208 Caravan at Wagga Airport (2).jpg |
|                | 10 вересня 2021   | Велика Британія, Рукіндж — Білсінгтон       | Пілот                           | Cessna 172                     | Викрадений літак                         | 1 (пілот)                                             | Крістофер Вуллард, 64-річний професор, якому було діагностовано рак шлунка в термінальній стадії, приїхав на аеродром Рочестера в графстві Кент, де в нього був заздалегідь запланований льотний урок. Отримавши від свого інструктора ключі від літака, для проведення передполітної перевірки, Крістофер сів у літак, і здійснив несанкціонований зліт. Вже в повітрі він попросив диспетчера, з'єднати його, з інструктором. Інструктору він переповів, що помирає від раку, сказав, що знайде безлюдне місце, щоб розбитися і передав реквізити своїх банківських рахунків, щоб відшкодувати збитки за літак. Згодом літак розбився в заболоченій місцевості між селами Рукіндж та Білсінгтон. |                                                                          |
|                | 21 березня 2022   | КНР, округ Тенг                             | Пілот                           | Boeing 737-89P                 | Регулярний рейс CES5735                  | 132 (всі хто перебував на борту літака)               | Регулярний внутрішній пасажирський рейс, з Куньміна до Ґуанчжоу, здійснювався літаком Boeing 737-89P, авіакомпанії China Eastern Airlines. У певний момент польоту, літак раптово почав різке зниження з висоти приблизно 8900 метрів, і за дві хвилини розбився у гористій місцевості округу Тенг, спричинивши пожежу. Усі люди що були на борту літака загинули. Розслідування встановило, що літак був справний, переведення літака в пікування було здійснено діями в кабіні пілотів. Враховуючи вищенаведене, а також відсутність жодних сигналів лиха з борту літака, слідство вважає пріоритетними дві версії: суїцид пілота чи проникнення сторонньої особи в кабіну пілотів, що спричинило катастрофу. |                                                                          |

## Опубліковані дослідження
Переважна більшість досліджень, що стосуються психічного здоров'я пілотів, та випадків суїциду в авіації — проводились на території США, Канади та Європи. Відповідно публікації за результатами цих досліджень найчастіше зустрічаються в англомовній науковій літературі. Нижче наведено короткий огляд праць, з цієї тематики.

### «The mental health of pilots: An overview»
Англомовний науковий журнал: «Counselling Psychology Quarterly» у III кварталі 2002 року опублікував дослідження на тему: «Психічне здоров'я пілотів: загальний огляд» (англ. The mental health of pilots: An overview). У цій роботі представлено узагальнюючий огляд існуючих досліджень психічного здоров'я пілотів, зібраних у різних галузях і спеціальностях комерційної та військової авіації. Огляд охоплює їхній спосіб життя, психологічні вимоги для професії, психологічні проблеми екіпажу, особистісні фактори, порушення особистих стосунків, реакцію на інциденти та аварії, зловживання алкоголем і наркотиками, самогубства на літаку та екологічні проблеми. Зазначається що пілоти — є унікальною професійною групою з точки зору їх відбору, навчання, способу життя, вимог до їх компетентності та медичних оглядів. Їхнім «офісом» зазвичай є тісна кабіна пілота на висоті тисяч метрів над землею. І хоча, зі сторони, деякі аспекти їхньої роботи та способу життя здаються людям привабливими, насправді умови їхньої праці, негостинні та неприємні. Окремо розглядається можливий негативний вплив, на психіку пілотів терористичних актів 11 вересня, що були безпрецедентними за своїми масштабоми.

### «Aircraft-Assisted Pilot Suicides: Lessons to be Learned»
Англомовний науковий журнал: «Aviation, Space, and Environmental Medicine» у серпні 2014 року опублікував дослідження на тему: «Самогубство пілота з використанням літального апарата: Урок який треба засвоїти» (англ. Aircraft-Assisted Pilot Suicides: Lessons to be Learned). Самогубства за допомогою літака досліджувалися в США, Великобританії, Німеччині та Фінляндії протягом 1956—2012 років, шляхом пошуку літератури та аналізу самогубств чи нещасних випадків в авіації. Під час детального аналізу випадків аварій було виявлено, що в п'яти з восьми випадків у Сполучених Штатах хтось знав про попередні суїцидальні наміри пілота, задовго до самого самогубства. У роботі було проаналізовано соціальний контекст та можливості запобіганню самогубствам, пов'язаних з авіацією. Обговорюються застереження щодо стандартних медико-юридичних методів розслідування нещасних випадків, якщо існує ймовірність що в даному випадку мав місце суїцид. У всіх таких випадках пропонується проводити детальний психологічний аналіз поведінки пілота, перевіряти його контакти й поведінку за останні дні перед інцидентом, детально вивчати його медичну історію, за останні роки. Більш детальна інформація, щодо самогубств пілотів, які вже відбулися — дозволить краще розуміти їхню мотивацію і запобігати новим випадкам суїциду в авіаційній галузі.

### «Suicide and Murder-Suicide Involving Aircraft»
Англомовний науковий журнал: «Aerospace Medicine and Human Performance» у квітні 2016 року опублікував дослідження на тему: «Самогубство та самогубство-вбивство з використанням літальних апаратів» (англ. Suicide and Murder-Suicide Involving Aircraft).
Самогубство-вбивство, на відміну від звичайного самогубства — це акт суїциду, здійснений свідомо, у суспільно небезпечний спосіб, у процесі якого окрім самого самогубці, гинуть ще й сторонні люди. В авіамедичній літературі та засобах масової інформації ці дуже різні події описуються однаково — як самогубство. Але в психіатрії вони вважаються окремими явищами з різним набором факторів ризику. Всього було проаналізовано 65 випадків самогубств пілотів і 6 випадків суїцидальних стрибків з літака. Було також виявлено 18 випадків самогубств-вбивств (13 з них скоєно пілотами повітряних суден), що спричинили загибель 732 людей. Порівняно з неавіаційною статистикою самогубств, дуже великий відсоток у цьому дослідженні склали саме самогубства-вбивства (17 %). І хоча самогубства-вбивства, в авіації трапляються вкрай рідко, вони є причиною великої кількості смертей. П'ять із шести самогубств-вбивств пілотів комерційних авіалайнерів сталися після того, як самогубець залишався один у кабіні. У шостому інциденті рейс JAL350, активне втручання інших членів екіпажу, дозволило врятувало 150 життів. Усе це вказує, що наявність, мінімум двох членів екіпажу в кабіні, може бути ефективним запобіжником самогубств-вбивств в авіації.
Фактори ризику, пов'язані з обома видами суїциду це: правові та фінансові кризи, професійні конфлікти, психічні захворювання та стресові ситуації в особистому житті. Натомість такі фактори як наркотики чи алкоголь, були присутні в половині звичайних самогубств, але не є характерними для самогубств-вбивств.

### «Airplane pilot mental health and suicidal thoughts»
Англомовний науковий журнал: «Environmental Health», у грудні 2016 року, опублікував дослідження на тему: «Психічне здоров'я пілота літака та суїцидальні думки: перехресне описове дослідження за допомогою анонімного веб-опитування» (англ. Airplane pilot mental health and suicidal thoughts: a cross-sectional descriptive study via anonymous web-based survey). Було проведено вибіркове перехресне дослідження, за допомогою анонімного веб-опитування, проведеного з квітня по грудень 2015 року. Пілотів набирали з профспілок, авіакомпаній та аеропортів випадковим чином. Аналіз даних включав обчислення абсолютної кількості та поширеності характеристик психічного здоров'я та показників депресії. Дослідження виявило, що 12,6 % опитаних пілотів, відповідали критеріям ймовірної депресії. З тих пілотів, що виконували рейси протягом останніх семи днів на момент опитування — 13,5 % відповідали цим критеріям. 4,1 % повідомили, що протягом останніх двох тижнів у них були думки про те, щоб краще померти або завдати собі шкоди. Також виявлено тенденцію до більш високого рівня депресії, при використання снодійних препаратів і серед тих, хто зазнав сексуальних чи словесних домагань.

## Профілактика
Нормативні правила США, з міркувань безпеки вимагають, щоб у кабіні пілотів, постійно перебували не менше двох членів екіпажу. Це зменшує ймовірність втрати контролю над літаком у разі виникнення надзвичайній ситуації на борту, зокрема і у випадку якщо один із членів екіпажу здійснить спробу розбити літак. Після розслідування катастрофи рейсу GWI18G більшість європейських, канадських та японських авіакомпаній також прийняли правило «двох членів екіпажу в кабіні». Австралійська влада вимагає дотримання цього правила, щодо літаків які мають більше 49 пасажирських місць.

## Дивитися також
- Камікадзе
- Транспортний таран
- Список авіакатастроф